# Конрад II фон дем Дике
Конрад II фон дем Дике (на немски: Konrad II von dem Dike; * пр. 1229; † сл. 1267) е благородник от род фон дем Дике.

## Произход
Той е син на Улрих II фон дем Дике и съпругата му фон Волденберг (* ок. 1180). Внук е на Конрад I фон дем Дике. Потомък е на Рудолф цу Капелен († пр. 1154), синът на Вертеко цу Капелен († пр. 1120) от Австрия. Племенник е на Аделхайд фон дем Дике, омъжена за Бернхард I фон Дорщат († сл. 1245). Сестра му Мехтелд ван дем Дике (* ок. 1202) е омъжена ок. 1224 г. за рицар Буркхард фон Волфенбютел († ок. 1264), господар на Асбурх, и е майка на рицар Буркхард фон Волфенбютел († 1303/1312), който се преименува на „фон дер Асебург“.

## Фамилия
Конрад II фон дем Дике се жени за роднината си фон Дорщат, сестра на Конрад фон Дорщат (1232 – 1269), дъщеря на Бернхард I фон Дорщат († сл. 1245) и съпругата му Аделхайд фон дем Дике, дъщеря на Конрад I фон дем Дике. Те имат две деца:
- Конрад III фон дем Дике († 1315), женен пр. 1297 г. за Гертруд фон Шермке († сл. 1316), дъщеря на Вернер фон Шермке († 1285) и Гизела фон Кирхберг († сл. 1300)
- Мехтилд фон дем Дике, омъжена за Фолкмар IV фон Гозлар, син на Фолкмар III фон Гозлар